# Калачовы
Калачовы (Калачёвы, Калачевы) — русский дворянский род, который считают происходящим из Венгрии.
Дьяк Михайло Калачов, по прозванию Постник, воевода в Самаре (1615—1617), был пожалован за «московское осадное сидение» вотчиной (1618). Василий Иванович воевода в Серпухове (1616—1627), а Иван в Юрьеве-Польском (1640). Род был внесён в VI часть родословной книги Владимирской губернии.
Другой род Калачовых — более позднего происхождения.

## Известные представители
- Иван Михайлович Калачов — Юрьева-Польского городовой дворянин (1629).
- Борис Яковлевич Калачов — московский дворянин (1676—1692).
- Михаил Фёдорович Калачов — стряпчий (1681)[2].

- Иван Андреевич Калачов
  - Аркадий Иванович Калачов (1821—1898)
    - Иван Аркадьевич Калачов (?—1910)
- Василий Андреевич Калачов (1785—1843)
  - Николай Васильевич Калачов (1819—1885)
  - Владимир Васильевич Калачов (1823—?)
  - Алексей Васильевич Калачев (1830—1868)
  - Виктор Васильевич Калачов (1834—1910)
    - Дмитрий Викторович Калачов (1861—?)
    - Геннадий Викторович Калачов (1864—?)